# Saison 2025 de l'équipe cycliste Red Bull-Bora-Hansgrohe
La saison 2025 de l'équipe cycliste Red Bull-Bora-Hansgrohe est la seizième de cette équipe.

## Coureurs et encadrement technique

### Effectif
| Coureur           | Date de Nais.     | Nationalité      | Équipe en 2024                  | Vict. | Cont.             | Maillot dist.      |
| ----------------- | ----------------- | ---------------- | ------------------------------- | ----- | ----------------- | ------------------ |
| Roger Adrià       | 18 avril 1998     | Espagne          | Red Bull-Bora-Hansgrohe         | 1     | 01/2024 - 12/2025 |                    |
| Giovanni Aleotti  | 25 mai 1999       | Italie           | Red Bull-Bora-Hansgrohe         | 0     | 01/2021 - 12/2026 |                    |
| Nico Denz         | 15 février 1994   | Allemagne        | Red Bull-Bora-Hansgrohe         | 1     | 01/2023 - 12/2026 |                    |
| Finn Fisher-Black | 21 décembre 2001  | Nouvelle-Zélande | UAE Team Emirates               | 1     | 01/2025 - 12/2026 | - Contre-la-montre |
| Alexander Hajek   | 19 juillet 2003   | Autriche         | Red Bull-Bora-Hansgrohe         | 0     | 01/2024 - 12/2026 |                    |
| Emil Herzog       | 6 octobre 2004    | Allemagne        | Red Bull-Bora-Hansgrohe         | 0     | 01/2024 - 12/2025 |                    |
| Jai Hindley       | 5 mai 1996        | Australie        | Red Bull-Bora-Hansgrohe         | 0     | 01/2022 - 12/2026 |                    |
| Jonas Koch        | 25 juin 1993      | Allemagne        | Red Bull-Bora-Hansgrohe         | 0     | 01/2022 - 12/2025 |                    |
| Oier Lazkano      | 7 novembre 1999   | Espagne          | Movistar Team                   | 0     | 01/2025 - 12/2027 |                    |
| Florian Lipowitz  | 21 septembre 2000 | Allemagne        | Red Bull-Bora-Hansgrohe         | 0     | 01/2023 - 12/2025 |                    |
| Filip Maciejuk    | 3 septembre 1999  | Pologne          | Red Bull-Bora-Hansgrohe         | 1     | 01/2024 - 12/2025 | - Contre-la-montre |
| Daniel Martínez   | 25 avril 1996     | Colombie         | Red Bull-Bora-Hansgrohe         | 0     | 01/2024 - 12/2027 |                    |
| Jordi Meeus       | 1er juillet 1998  | Belgique         | Red Bull-Bora-Hansgrohe         | 3     | 01/2021 - 12/2026 |                    |
| Gianni Moscon     | 20 avril 1994     | Italie           | Soudal Quick-Step               | 0     | 01/2025 - 12/2025 |                    |
| Ryan Mullen       | 7 août 1994       | Irlande          | Red Bull-Bora-Hansgrohe         | 1     | 01/2022 - 12/2025 | - Contre-la-montre |
| Anton Palzer      | 11 mars 1993      | Allemagne        | Bora-Hansgrohe                  | 0     | 04/2021 - 12/2025 |                    |
| Giulio Pellizzari | 21 novembre 2003  | Italie           | VF Group - Bardiani CSF-Faizanè | 0     | 01/2025 - 12/2027 |                    |
| Laurence Pithie   | 17 juillet 2002   | Nouvelle-Zélande | Groupama-FDJ                    | 0     | 01/2025 - 12/2027 |                    |
| Primož Roglič     | 29 octobre 1989   | Slovénie         | Red Bull-Bora-Hansgrohe         | 3     | 01/2024 - 12/2025 |                    |
| Matteo Sobrero    | 14 mai 1997       | Italie           | Jayco AlUla                     | 0     | 01/2024 - 12/2025 |                    |
| Jan Tratnik       | 23 février 1990   | Slovénie         | Team Visma-Lease a Bike         | 0     | 01/2025 - 12/2027 |                    |
| Mick van Dijke    | 15 mars 2000      | Pays-Bas         | Team Visma-Lease a Bike         | 0     | 01/2025 - 12/2027 |                    |
| Tim van Dijke     | 15 mars 2000      | Pays-Bas         | Team Visma-Lease a Bike         | 0     | 01/2025 - 12/2027 |                    |
| Maxim Van Gils    | 25 novembre 1999  | Belgique         | Lotto Dstny                     | 2     | 01/2025 - 12/2027 |                    |
| Danny van Poppel  | 26 juillet 1993   | Pays-Bas         | Red Bull-Bora-Hansgrohe         | 3     | 01/2022 - 12/2027 | - Route            |
| Aleksandr Vlasov  | 23 avril 1996     |                  | Red Bull-Bora-Hansgrohe         | 0     | 01/2022 - 12/2026 |                    |
| Frederik Wandahl  | 9 mai 2001        | Danemark         | Red Bull-Bora-Hansgrohe         | 0     | 01/2021 - 12/2025 |                    |
| Sam Welsford      | 19 janvier 1996   | Australie        | Red Bull-Bora-Hansgrohe         | 3     | 01/2024 - 12/2025 |                    |
| Ben Zwiehoff      | 22 février 1994   | Allemagne        | Red Bull-Bora-Hansgrohe         | 0     | 01/2021 - 12/2026 |                    |

## Champions nationaux, continentaux et mondiaux
| Date           | Course                                              | Maillot | Coureurs          | Pays             | Lieu      |
| -------------- | --------------------------------------------------- | ------- | ----------------- | ---------------- | --------- |
| 6 février 2025 | Championnat de Nouvelle-Zélande du contre-la-montre |         | Finn Fisher-Black | Nouvelle-Zélande | Timaru    |
| 26 juin 2025   | Championnat de Pologne du contre-la-montre          |         | Filip Maciejuk    | Pologne          | Szczyrzyc |
| 26 juin 2025   | Championnat d'Irlande du contre-la-montre           |         | Ryan Mullen       | Irlande          | Kilbeggan |
| 28 juin 2025   | Championnat des Pays-Bas de cyclisme sur route      |         | Danny van Poppel  | Pays-Bas         | Ede       |